# Чемпионат мира по биатлону 1991
26-й чемпионат мира по биатлону прошёл с 19 по 24 февраля 1991 году в финском городе Лахти. Чемпионат мира проводился на фоне геополитических преобразований начала 1990-х годов. Так в чемпионате впервые участвовала объединённая сборная Германии.

## Мужчины

### Спринт 10 км
| Место | Страна   | Спортсмен       | Время   | Стр. |
| ----- | -------- | --------------- | ------- | ---- |
| 1     | Германия | Марк Кирхнер    | 30:48.1 | 0+0  |
| 2     | Германия | Франк Лук       | +24.7   | 1+0  |
| 3     | Норвегия | Эйрик Квальфосс | +39.8   | 2+0  |

### Индивидуальная гонка на 20 км
| Место | Страна   | Спортсмен       | Время     | Стр.    |
| ----- | -------- | --------------- | --------- | ------- |
| 1     | Германия | Марк Кирхнер    | 1:03:05.7 | 0+1+0+1 |
| 2     | СССР     | Александр Попов | +27.6     | 0+0+1+0 |
| 3     | Норвегия | Эйрик Квальфосс | +32.6     | 0+1+1+0 |

### Эстафета 4 Х 7,5 км
| Место | Страна   | Спортсмен                                                   | Время     | Стр.    |
| ----- | -------- | ----------------------------------------------------------- | --------- | ------- |
| 1     | Германия | Рикко Гросс Франк Лук Марк Кирхнер Фриц Фишер               | 1:33:33.5 | 0+0+0+1 |
| 2     | СССР     | Юрий Кашкаров Александр Попов Сергей Тарасов Сергей Чепиков | …         | 0+1+1+1 |
| 3     | Норвегия | Гейр Ейнанг Эйрик Квальфосс Йон Оге Тюллум Гисле Фенне      | …         | 0+3+1+0 |

### Командная гонка
| Место | Страна   | Спортсмен                                                         | Время | Стр. |
| ----- | -------- | ----------------------------------------------------------------- | ----- | ---- |
| 1     | Италия   | Хуберт Лайтгеб Готтлиб Ташлер Симон Демец Вильфрид Палльхубер     | …     | …    |
| 2     | Норвегия | Сверре Истад Йон Оге Тюллум Ивар Улеклейв Фруде Лёберг            | …     | …    |
| 3     | СССР     | Анатолий Жданович Сергей Тарасов Сергей Чепиков Валерий Медведцев | …     | …    |

## Женщины

### Спринт 7,5 км
| Место | Страна   | Спортсмен                     | Время   | Стр. |
| ----- | -------- | ----------------------------- | ------- | ---- |
| 1     | Норвегия | Грете Ингеборг Нюккельмо      | 30:01.9 | 0+1  |
| 2     | СССР     | Светлана Печерская (Давыдова) | 30.8    | 0+1  |
| 3     | СССР     | Елена Головина                | 33.2    | 0+0  |

### Индивидуальная гонка на 15 км
| Место | Страна   | Спортсмен                  | Время   | Стр.    |
| ----- | -------- | -------------------------- | ------- | ------- |
| 1     | Германия | Петра Шааф                 | 55:14.9 | 0+0+0+0 |
| 2     | Норвегия | Грете Ингеборг Нюккельмо   | +1:58.5 | 1+2+0+1 |
| 3     | Болгария | Ива Карагиозова (Шкодрева) | 2:28.4  | 0+0+1+0 |

### Эстафета 3 Х 5 км
| Место | Страна   | Спортсмен                                                 | Время | Стр. |
| ----- | -------- | --------------------------------------------------------- | ----- | ---- |
| 1     | СССР     | Елена Белова Елена Головина Светлана Печерская (Давыдова) | …     | …    |
| 2     | Норвегия | Грете Ингеборг Нюккельмо Анне Эльвебакк Элин Кристиансен  | …     | …    |
| 3     | Германия | Уши Дизль Керстин Моринг Антье Мизерски                   | …     | …    |

### Командная гонка
| Место | Страна   | Спортсмен                                                                     | Время | Стр. |
| ----- | -------- | ----------------------------------------------------------------------------- | ----- | ---- |
| 1     | СССР     | Елена Белова Елена Головина Светлана Парамыгина Светлана Печерская (Давыдова) | …     | …    |
| 2     | Болгария | Мария Манолова Сильвана Благоева Надежда Алексиева Ива Карагиозова (Шкодрева) | …     | …    |
| 3     | Норвегия | Синнове Торесен Сигне Тростен Хильдегунн Фоссен Унни Кристиансен              | …     | …    |

## Зачет медалей
| Место | Страна   | Золото | Серебро | Бронза | Итого |
| ----- | -------- | ------ | ------- | ------ | ----- |
| 1     | Германия | 4      | 1       | 1      | 6     |
| 2     | СССР     | 2      | 3       | 2      | 7     |
| 3     | Норвегия | 1      | 3       | 4      | 8     |
| 4     | Италия   | 1      | 0       | 0      | 1     |
| 5     | Болгария | 0      | 1       | 1      | 2     |